# 本顕寺 (君津市)
本顕寺（ほんけんじ）は、千葉県君津市に所在する日蓮正宗の寺院である。山号は法光山（ほうこうさん）。

## 起源と歴史
- 1328年（大永8年） - 佐野阿日学により建立される。保田妙本寺の末寺。日興門流。
- 1876年（明治9年）保田妙本寺および他の末寺12ヶ寺とともに、富士門流の統一教団日蓮宗興門派の結成に参加。
- 1899年（明治32年）、日蓮宗興門派は本門宗と改称。
- 1900年（明治33年）、大石寺とその末寺が本門宗をはなれ、日蓮宗富士派（のち日蓮正宗と改称）として独立。
- 1941年（昭和16年）、本門宗は一致派の旧日蓮宗、勝劣派の顕本法華宗とともに三派合同を行い、日蓮宗を結成。
- 1957年（昭和32年）4月7日 - 本山・保田妙本寺、および妙本寺の末寺3ケ寺（顕徳寺・本乗寺・遠本寺）とともに日蓮正宗に合同。
- 1982年（昭和57年）9月16日 - 第34代住職が第67世法主日顕の法主としての地位を否定したため、日蓮正宗の宗制宗規に違背したことにより破門されたが、本顕寺を占有し、居住を継続する。
  - 住職（代表役員）は木更津市の仏心寺住職が兼務していた。また、総代（責任役員）も仏心寺の信徒であった。

ただし裁判所の第34代住職の地位保全の決定によって、存命中は本顕寺を占有することは認められていたため、日蓮正宗は本顕寺においては宗教活動をすることはできない状態であった。
- 1995年（平成7年）5月4日 - 保田妙本寺と顕徳寺、遠本寺は日蓮正宗を離脱するが本顕寺・本乗寺は残留する。
- 2018年（平成30年）11月12日 - 第34代住職・佐野縁道が逝去。
- 2019年（平成31年）
  - 1月24日 - 日蓮正宗に返還。佛心寺住職が兼務住職として占有管理していた。
  - 7月25日 - 復帰奉告法要・第35代住職入院式を執行、宗教活動再開。

## 所在地
- 千葉県君津市貞元309-1

## 寺院周辺
- 君津市立貞元小学校
- 君津市立上湯江保育園
- 君津市立久保保育園

## 交通アクセス
- 館山自動車道君津インターチェンジから車で10分
- 内房線君津駅から車で5分